# Michihiro Omigawa
Michihiro Omigawa –en japonés, 小見川 道大, Omigawa Michihiro– (19 de diciembre de 1975) es un deportista japonés que compitió en judo. Ganó una medalla de bronce en los Juegos Asiáticos de 2002, y una medalla de plata en el Campeonato Asiático de Judo de 2001.

## Palmarés internacional
| Juegos Asiáticos    | Juegos Asiáticos      | Juegos Asiáticos  | Juegos Asiáticos |
| Año                 | Lugar                 | Medalla           | Categoría        |
| ------------------- | --------------------- | ----------------- | ---------------- |
| 2002                | Busan (Corea del Sur) | Medalla de bronce | –66 kg           |
| Campeonato Asiático |                       |                   |                  |
| Año                 | Lugar                 | Medalla           | Categoría        |
| 2001                | Ulán Bator (Mongolia) | Medalla de plata  | –66 kg           |